# Scytodes itapevi
Scytodes itapevi là một loài nhện trong họ Scytodidae.
Loài này thuộc chi Scytodes. Scytodes itapevi được miêu tả năm 2000 bởi Antonio D. Brescovit & Rheims.